# Pascal Allard
 (octobre 2023).
L'article doit être relu — et modifié si nécessaire — par des contributeurs indépendants pour apporter un regard critique aux contributions effectuées en violation des conditions d'utilisation de Wikipédia, tant sur la forme (notamment concernant le style encyclopédique, la proportionnalité) que sur le fond (la neutralité de point de vue, la qualité et l'indépendance des sources).
Pascal Allard est un auteur-compositeur-interprète originaire de Drummondville. Multi-instrumentiste, il réalise et joue de pratiquement tous les instruments sur ses albums, en plus d'être directeur artistique du label Hook Records.

## Biographie
Musicien depuis l’âge de 14 ans, il commence sa carrière comme musicien et chanteur pigiste dans diverses formations. Parallèlement, il étudie à l’université de Sherbrooke en histoire et sciences politiques. En 2003, il est candidat indépendant aux élections générales québécoises de 2003 dans la circonscription de Drummond. En 2006, il commence sa carrière en télévision comme recherchiste pour l’émission Caféine alors animée par Gildor Roy.
En 2009, il lance sous le pseudonyme Peya l’album Nouveau Monde, réalisé par Louis Côté et produit par Cyril Kamar. En 2011, le duo de créateurs qu’il forme avec Louis Côté écrit et compose les chansons de la série Mixmania 2,,. Leur collaboration se poursuit à nouveau l’année suivante pour Mixmania 3. Les deux albums tirés des séries se retrouvent en nomination à l’ADISQ en 2012 et 2013.
La fin de leur collaboration amène Pascal Allard à composer et réaliser seul des thèmes pour la télévision. Il se retire de la scène et se concentre sur le travail de studio alors qu’il produira des numéros pour l’émission Brassard en direct d’aujourd’hui et composera les thèmes des séries 281 les dieux de la scène, Rebelle ; les dieux de la scène, Chasseur de maison et Rêvons Maisons.
Début 2015, alors que sa musique sous son pseudo Peya était plutôt pop, Pascal Allard ambitionne d’écrire des chansons country pour les présenter à des artistes établis. La  première chanson qu’il compose est « Je voulais marier Renée Martel », qui est basé sur les sentiments amoureux qu'il éprouvait adolescent pour cette chanteuse québécoise, considérée dans son pays comme la « reine du country »,,. Pascal Allard obtient pour cette chanson une nomination pour la Chanson de l'année SOCAN, au Gala country 2017. Pascal Allard déclare plusieurs fois en entrevue « Personne n’aurait chanté ça! Et en même temps, je venais de trouver mon ton, mon identité à moi, une raison de remonter sur scène ». Il travaille pendant 2 ans pour écrire, composer, réalisé et produire seul l’album « Je voulais marier Renée Album » qui sort en mars 2017. Renée Martel déclare à propos de la création de Pascal Allard : « J’adore ça pis je trouve que c’est super bien écrit parce qu’il y a beaucoup de références à ma vie, à ma carrière, à mon père (…) ». 
Dès sa sortie, cet album composé de 12 chansons caractérielles fait parler de lui dans les médias et l’adoption du chanteur est immédiate par le milieu country québécois. Rapidement, des artistes établis reconnaissent le talent et la personnalité unique du musicien. Véronique Labbé, Caroline Laurendeau, Pascal Bessette et le groupe  Kaïn offriront support et collaboration au nouveau venu.

## Discographie

### Pascal Allard
- 2018 : Pascal Allard

1. À c't'heure que les enfants sont couchés
2. Cowboy en running
3. Vente de garage
4. Quand ton passé sera réglé
5. Boîte de chocolat
6. Jamais pas du tout (feat. Manon Bédard)
7. Ver d'oreille (feat. Ariane Laniel)
8. Crowbar et crème à glace
9. Chambre à l'heure
10. P'tit gars à maman
11. Mon chandail de Rocky 3 (feat. Gildor Roy)
12. L'automne

- 2017 : Je voulais marier Renée Martel

1. Je voulais marier Renée Martel
2. Duct Tape
3. Les amants de spare
4. Comme ma fille
5. Madame Mon Amour
6. Criminel
7. Mes anges sont sur le payroll du diable
8. Robe de princesse
9. Un chum laisse pas un chum rappeler son ex
10. Catalogue
11. Le prix du gaz
12. Bonheur en gélule

### Peya
- 2009 : Nouveau Monde

1. Nouveau Monde
2. Rêver
3. Aussi belle
4. Les limites du temps
5. Je cherche les mots
6. Garder le silence
7. Lorv-Anne
8. Pour être un homme
9. Miss Prolo
10. PVE
11. Rouge
12. Simplement humain
13. Nouveau Monde (acoustique)

## Prix et distinctions
- 2018 : Nomination Album de l'année, composition originale, Gala Country[12]
- 2017 : Nomination Chanson SOCAN, Gala Country
- 2013 : Nomination ADISQ, Spectacle de l'année -  Mixmania 3
- 2013 : Nomination ADISQ, Album Pop de l'année - Mixmania 3
- 2012 : Nomination ADISQ, Spectacle de l'année - Mixmania 2
- 2012 : Nomination ADISQ, Album Ppo de l'année - Mixmania 2
- 2012 : Billet d'Argent, Spectacle Mixmania 3
- 2011 : Billet d'Argent, Spectacle Mixmania 2
- 2011 : Certification Or, Album Mixmania 2

## Autres projets
- 2018 : Première partie de la tournée de Renée Martel au Québec[13]
- 2018 : Je voulais marier Renée Martel, Spectacle d'ouverture du Festival Western de St-Tite[14], artiste invité
- 2016 : Rêvons maisons, thème d'émission
- 2015 : 281 Les Dieux de la scène, thème d'émission
- 2015 : Rebelles; Les Dieux de la scène, thème d'émission
- 2015 : Le chasseur de maison, thème d'émission
- 2014 : 281 Les Dieux de la scène, thème d'émission